# Trick ’r Treat – Die Nacht der Schrecken
Trick ’r Treat – Die Nacht der Schrecken ist ein US-amerikanisch-kanadischer Horrorfilm von Michael Dougherty aus dem Jahr 2007, der jedoch erst 2009 auf DVD veröffentlicht wurde, nachdem ihm der Kinostart verwehrt wurde.

## Handlung
Der Film beinhaltet vier ineinander verwobene Halloween-Schauergeschichten. Eine wichtige Figur, die die Geschichten zusammenhält, ist Sam (Quinn Lord), ein seltsamer, knirpsgroßer Süßigkeitenjäger. Er ist eine Art „Erinnerer“ für alle Halloween-Liebhaber, damit sie sich an die alten Bräuche erinnern.

### Anfangsgeschichte
Emma (Leslie Bibb) und Henry (Tahmoh Penikett) kommen eben von einem Halloween-Umzug aus der Stadt nach Hause. Ihren Vorgarten haben sie mit zahlreichen „Vogelscheuchengeistern“ und falschen Leichenteilen dekoriert. Neben dem Gartentor haben sie eine  Kürbislaterne aufgestellt, die Emma bei ihrer Rückkehr ausblasen will. Henry weist sie darauf hin, dass sie das besser nicht tun sollte, da es gegen die Tradition verstößt; sie könnte damit den Unmut von jemandem auf sich ziehen. Emma nimmt seine Worte nicht ernst und bläst die Laterne schließlich aus. Emma will noch die Dekoration aus dem Garten entfernen, während Henry schon ins Haus geht und dort im Schlafzimmer auf sie wartet. Sie kommt jedoch nicht, da sie im Garten von einem unbekannten Angreifer attackiert und getötet wird. Erst später geht Henry, der kurz eingedöst war, nach draußen, um Emma zu suchen. Er findet ihren Kopf unter dem Laken eines Vogelscheuchengeistes, ihr Arm und ihr Bein hängen als Deko im Garten. In ihrem Mund hat Emma einen großen Lolli.

### Der Direktor
Der Schuldirektor Steven Wilkins (Dylan Baker) vergiftet Charlie (Brett Kelly) mit Süßigkeiten, nachdem er ihn dabei erwischt hat, wie er Süßigkeiten von seiner Veranda stehlen wollte. Charlie würgt Unmengen an Blut hervor, bevor er zusammenbricht und vom Direktor in dessen Haus gebracht wird. Wilkins bringt die Leiche schließlich in den Garten, wo er sie in ein bereits gegrabenes Loch wirft, um sie dort mit einem anderen Körper zu vergraben. Er gerät in einen kurzen Disput mit seinem Nachbarn, Mr. Kreeg (Brian Cox), nachdem dessen Hund auf ihn aufmerksam geworden war und er ihn unbemerkt mit einem von Charlies Fingern ablenken wollte. Nachdem Wilkins fertig ist, sieht er seinen Nachbarn Kreeg am Fenster stehen und um Hilfe rufen, ignoriert dies aber genervt und geht zurück ins Haus. Sein Sohn Billy (Connor Christopher Levins) wartet dort bereits auf ihn, da er von seinem Vater Hilfe beim Schnitzen einer Kürbislaterne haben möchte. Es stellt sich jedoch heraus, dass es sich nicht um einen Kürbis, sondern um den Kopf von Charlie handelt. Billy bittet seinen Vater darum, ihm wie versprochen beim Schnitzen der Augen zu helfen.
Unter einer Gruppe von Kindern, die bei Wilkins geklingelt hatten, befand sich auch Sam. Wilkins gab ihm Süßigkeiten und Sam verließ das Grundstück wieder.

### Das Schulbus-Massaker
Fünf Kinder, Macy (Britt McKillip), Schrader (Jean-Luc Bilodeau), Sara (Isabelle Deluce), Chip (Alberto Ghisi) und Rhonda (Samm Todd), ein Mädchen mit Savant-Syndrom, gehen mitten in der Nacht zu einem alten Steinbruch. Macy erzählt ihnen dort die Geschichte vom „Halloween Schulbus-Massaker“, das sich angeblich hier vor 30 Jahren zugetragen haben soll. Der Schulbus transportierte jeden Tag eine Gruppe von 8 Kindern, die allesamt geistig beeinträchtigt waren und von ihren Eltern deswegen quasi verstoßen wurden. Um sie im Bus ruhig zu halten, wurden sie alle an ihren Sitzen festgekettet. Eines Tages, an Halloween, fuhr der Busfahrer anstatt nach Hause zu dem Steinbruch, um dort auf Bitte ihrer Eltern ihr Leben zu beenden. Er kontrollierte noch einmal alle Ketten der Kinder, als sich eines von ihnen befreien konnte und den Bus über die Klippe fuhr, da es nach Hause wollte. Der Busfahrer war der einzige, der das Unglück überlebte.
Macy hat mit ihren Freunden 8 Kürbislaternen gesammelt, um diese am Ufer des Sees für die verstorbenen Kinder aufzustellen. Sie begeben sich, geteilt in zwei Gruppen, über einen Aufzug hinunter in den Steinbruch. Macy, Schrader, Sara und Chip spielen dort unten Rhonda einen üblen Streich, der sie in große Panik versetzt. Erschrocken über ihre Reaktion bricht Schrader die Sache schließlich ab. Macy, die sich darüber sehr ärgert, tritt die letzte der noch brennenden Kürbislaternen ins Wasser, in dem der Schulbus zu sehen ist. In dem Moment hören Macy, Sara und Chip plötzlich die Stimmen der Kinder, die in dem Schulbus gestorben sind, und zu ihnen sprechen. In Panik suchen sie Schrader und wollen flüchten, als sie die verstorbenen Kinder auf sich zukommen sehen. Rhonda sitzt jedoch im einzigen Aufzug, der in Sicherheit führt, und lässt diesen verschlossen. Sie fährt selbst damit zurück nach oben und überlässt die anderen ihrem Schicksal. Während sie nach oben fährt, hört man, wie die Kinder offensichtlich verspeist werden.
Als Rhonda den Steinbruch verlässt, sieht sie Sam, nimmt kurz von ihm Notiz und geht dann weiter.

### Überraschungsparty
Laurie (Anna Paquin), 22 Jahre alt und Jungfrau, ist mit ihrer Schwester Danielle (Lauren Lee Smith) und ihren Freundinnen Maria (Rochelle Aytes) und Janet (Moneca Delain) in die Stadt gekommen, um eine Party zu besuchen. Zu Beginn suchen sie sich Kostüme aus, wo Danielle den Verkäufer des Ladens als ihr Date auswählt. Später ist Laurie von den anderen getrennt unterwegs, bis sie von ihrer Schwester einen Anruf erhält, dass diese einen Mann für sie gefunden hätte. Laurie macht sich auf den Weg zur Gruppe und muss hierfür durch einen Wald, wo sie plötzlich von einem Vampir attackiert wird. Es folgt eine Schrecksekunde, als der Körper des Vampirs von einem Baum mitten in die Party von Lauries Gruppe stürzt, kurz darauf taucht Laurie selbst auf. Sie nehmen dem falschen Vampir die Maske ab und dieser entpuppt sich als Direktor Wilkins, der auf der Suche nach einem neuen Opfer gewesen ist. Die jungen Frauen auf der Party beginnen während eines erotischen Tanzes sich in Werwölfe zu verwandeln, um ihre Dates zu verspeisen. Für Laurie ist es das genussvolle „erste Mal“.
Sam ist inmitten der Party zu sehen, wo er am Boden sitzt und den weiblichen Werwölfen beim Verzehr ihrer Beute zusieht.

### Triff Sam
(diese Szene spielt sich zeitlich parallel zu „Der Direktor“ ab)
Mr. Kreeg ist ein mürrischer Mann, der Halloween hasst. Er lebt alleine mit seinem Hund Spike. Um seinen Unmut gegenüber Halloween auszudrücken, verteilt er nicht wie alle anderen Süßigkeiten an die Kinder, sondern erschreckt sie mit Hilfe seines Hundes, dem er eine Maske mit leuchtenden Augen aufsetzt und auf sie loshetzt. Kreeg hört in seinem Haus merkwürdige Geräusche und als er nach der Quelle suchen möchte, wird er von Sam attackiert. Sie kämpfen miteinander, im Zuge dessen zieht er Sam den Sack vom Kopf, der zu seinem Kostüm gehört. Sams Kopf ist eine Mischung aus einem Kürbis und einem Totenschädel. In Panik läuft Kreeg zum Fenster und fleht seinen Nachbarn, Direktor Wilkins, um Hilfe an. Wieder wird er von Sam angegriffen, doch es gelingt Kreeg, ihn mit seinem Gewehr (scheinbar) zu erschießen. Kreeg wählt die Nummer des Notrufs, als Sam ihn erneut angreift, diesmal mit einem großen Lolli, den Sam schließlich benutzt, um einen Schokoriegel aufzuspießen, den er an sich nimmt. Da er nun seine Süßigkeiten bekommen hat, verlässt er Kreegs Haus. Im Kamin des Hauses verbrennen indes Fotos, eines zeigt die Schulklasse vom „Schulbus-Massaker“ sowie den Busfahrer. Kreeg selbst war der Busfahrer, der die Kinder töten sollte.

### Schlussszenen
Kreeg hat sich in der Zwischenzeit verarztet, war er doch von Sam mehrfach verletzt worden. Als es bei ihm an der Tür klingelt, öffnet er und gibt allen Kindern eine großzügige Portion Süßigkeiten. Er sieht Sam, der vor seinem Haus neben einem Baum steht und mitbekommt, wie Emma vor ihrem und Henrys Haus, das sich gegenüber befindet, die Kürbislaterne ausbläst. Rhonda kommt zur selben Zeit die Straße entlang und überquert diese, ohne auf den Verkehr zu achten. Ein Auto kann gerade noch bremsen, in welchem sich die Werwolfmädchen in ihrer menschlichen Gestalt befinden. Billy Wilkins, der Sohn des Direktors, sitzt in einer „Direktor-Wilkins“-Verkleidung auf der Veranda seines Hauses und verteilt Süßigkeiten an andere Kinder. Kreeg schließt die Tür und will eben wieder hineingehen, als es erneut klopft. Er öffnet die Tür und sieht sich plötzlich den Kindern des „Schulbus-Massakers“ gegenüber, die ihm ihre Sammelbeutel entgegenstrecken und „Süßes oder Saures?“ sagen.

### Die Halloween-Bräuche
Die Figur des Sam (Samhain) legt sehr viel Wert auf alte Halloweenbräuche, und es wird im Laufe des Filmes klar, dass er all jene bestraft, die gegen diese Tradition verstoßen.
Die Regeln des Brauchtums lauten wie folgt:
1. Trage ein Kostüm
2. Verteile Süßigkeiten
3. Blase niemals eine Kürbislaterne zu früh aus
4. Kontrolliere immer deine Süßigkeiten
5. Gehe niemals allein

Emma bläst die Kürbislaterne aus (#3). Wie am Ende zu sehen ist, bringt genau das Sam dazu, sie zu töten.
Mr. Kreeg trägt weder ein Kostüm (#1) noch verteilt er Süßigkeiten (#2). Er wird von Sam attackiert und so lange verfolgt, bis Sam mit einem selbstgenommenen Lolli einen Schokoriegel aufspießt und diesen als Süßigkeitenspende akzeptiert. Zum Schluss lobt eines der Kinder, dem Mr. Kreeg Süßigkeiten gibt, sein „Mumien-Kostüm“, als er bereits Bandagen trägt. Somit hält er nun beide Regeln ein.
Zusätzlich haben beide Figuren, die direkt von Sam angegriffen werden, gemeinsam, dass sie Halloween nicht mögen und dies offen äußern.
Wer die Tradition befolgt, hat zumindest von Sam nichts zu befürchten.

## Veröffentlichung
Der Film ging bereits 2007 mit dem Studio Warner Bros. in Produktion. Aus unerklärlichen Gründen jedoch sprang das Studio ab und ließ das abgeschlossene Projekt fallen, der Kinostart wurde abgesagt. Regisseur Dougherty suchte danach nach einem neuen Verleih, der den Film in die Kinos bringen sollte, doch blieb größtenteils erfolglos.
Zwischenzeitlich hatte die Firma Legendary Pictures die Rechte erworben und wollte den Film bereits im Oktober 2007 auf die Leinwände bringen, doch dieser Plan fiel ins Wasser. Man diskutierte schließlich über eine DVD-Veröffentlichung, welche nun auch mit dem ursprünglichen Verleih Warner im Oktober 2009 erfolgte.
Michael Dougherty hatte das Kapitel Trick ’r Treat nach diesem Chaos abgeschlossen und ist dankbar für die durchweg positiven Reaktionen, die er mit dem Trailer und den Vorscreenings auf diversen Festivals bekommen hat.
Im Juni 2009 wurde schließlich bekannt, dass der Film in Deutschland auf dem Fantasy Filmfest gezeigt wird. Im Oktober 2009 folgte die DVD-Veröffentlichung.

## Kritiken
„… eine wunderbar altmodische Geisterbahnfahrt, deren einzelne Lagerfeuergeschichten mit zynischen Überraschungen auftrumpfen. Aufgrund seiner früheren Superhelden-Drehbücher konnte Michael Dougherty zudem eine namhafte Darsteller-Riege zur Mitarbeit überreden, so dass sein Spielfilmdebüt als kurzweiliges Schauerstück überzeugt.“

„Mit viel Liebe zum Detail hat Regisseur Michael Dougherty jede einzelne der vier Geschichten inszeniert, und selbst wenn die klassischen Schock- und Buhmomente eher rar sind, Trick 'r Treat fasziniert und fesselt mit seinem ganz eigenen Charme. So bietet jede einzelne Geschichte ihre eigenen Charaktere, passend ausgewählte Schauspieler und natürlich unerwartete Handlungswendungen, die den Film keine Sekunde langweilig werden lassen. Stimmige Musik und grossartig inszenierte, ausgeleuchtete und gestaltete Bilder machen den Film zum Erlebnis und geben der Produktion eine Qualität, für die normalerweise das zehnfache Budget benötigt wird. […] Der Debut-Film […] haucht dem inzwischen sehr verbrauchten Feiertag jedoch mehr als frischen Wind ein und erzählt nicht nur spannende, sondern auch packende und faszinierende Gruselgeschichten, was Trick 'r Treat zu einem Top-Horrorfilme der letzten Jahre macht.“

„Formal ist der Film originell komponiert und verlässt sich auch inhaltlich weder auf Zotigkeiten noch auf irgendwelche Zitate oder Anspielungen. Dafür liefert er in seinen Episoden einige handfeste Wendungen und Überraschungen, die jedoch dafür sorgen könnten, dass nach der ersten Sichtung die Luft raus ist.“

„Trick ’R Treat ist das Langfilmäquivalent zu einer Simpsons-Halloween-Folge. Auch hier werden verschiedene Episoden, die anfangs noch fest auf dem Boden der Realität zu stehen scheinen (wie in der tollen ‚Halloween‘-Referenzszene zu Beginn) immer weiter ins Reich der Fantasie, der Hexen, der Dämonen, der Untoten getrieben, was leider auf Dauer auch die Spannung nimmt. Dennoch ist Trick ’R Treat in großen Teilen unterhaltsam, gut gemacht und mit einer augenzwinkernden Liebe zum Detail erzählt.“

## Auszeichnungen
- 2008: Audience Choice Award, Los Angeles Screamfest Horror Film Festival.
- 2009: Silver Audience Award, Toronto After Dark Film Festival.